# Duck Hunt
Duck Hunt (ダックハント?, Dakku Hanto) è uno sparatutto con pistola ottica pubblicato nel 1984 da Nintendo per Nintendo Entertainment System. Titolo di lancio della console nel mercato statunitense, è stato commercializzato insieme alla periferica NES Zapper. Il gioco ha ricevuto una conversione arcade nello stesso anno, nei sistemi sia PlayChoice-10 che Nintendo Vs. Series (quest'ultima col nome di VS. Duck Hunt).
Esso si ispira ad un omonimo giocattolo commercializzato in Giappone nel 1976, dotato di pistola ottica e proiettore.
Il cane di Duck Hunt accompagnato da un'anatra compare come personaggio giocante nella serie Super Smash Bros. con il nome "Duo Duck Hunt".

## Modalità di gioco
In Duck Hunt, il giocatore utilizza la Zapper, che deve essere collegata alla console NES, puntandola contro il televisore (che deve essere necessariamente a tubo catodico, in quanto la pistola utilizza una tecnologia progettata solo per tale tipologia di schermo, che era l'unica disponibile all'epoca del gioco, e di conseguenza non funziona sui TV al plasma e LCD) e sparando per abbattere anatre o piccioni d'argilla che volano attraverso lo schermo. 
Il gioco ha tre modalità, che si differenziano a seconda dei bersagli presenti: un'anatra per volta, due anatre per volta oppure piccioni. Questi ultimi sono sprites molto più piccoli delle anatre e, nei livelli più avanzati, richiedono una maggiore prontezza di riflessi per essere colpiti. Nella versione arcade di Nintendo Vs. Series, la modalità del tiro al piccione appare come alternativa solo a quella con la doppia anatra (essa infatti non ha mai avuto la variante con un'anatra sola).
Durante tutta la sessione il giocatore è accompagnato da un cane senza nome, che stana i volatili facendoli alzare in volo, raccoglie i volatili colpiti e ride se i volatili riescono a fuggire senza essere abbattuti. Una diffusa leggenda metropolitana nel mondo dei videogame afferma che alcuni giocatori di Duck Hunt su NES abbiano trovato un modo per sparare al cane. Ciò era impossibile nella versione per console, ma lo divenne in Nintendo Vs. Series. In ogni caso, ciò non costituisce un incremento del punteggio. C'è anche un remake del gioco fatto da alcuni fan con Adobe Flash con questa caratteristica. Nell'arcade il cane che recupera le anatre appare anche quando si gioca con i piccioni d'argilla, mentre nella NES solo con le anatre. Il cane senza nome compare anche nel gioco NES Barker Bill's Trick Shooting (anch'esso sparatutto con light gun), in cui può essere colpito.

Quando un'anatra viene colpita, viene raccolta dal cane.

Duck Hunt non presenta una modalità a due giocatori predefinita, ma il manuale spiega che un secondo utente potrebbe collegare all'apposita porta un normale controller della NES e controllare il volo dell'anatra (solo nella modalità con un'anatra sola alla volta).

## Bug dopo il livello 99
Come altri vecchi videogiochi, Duck Hunt non gestisce correttamente il raggiungimento del livello finale. Dopo il livello 99, il giocatore avanza al livello "00". In esso non appare alcun'anatra, ma si può udire il rumore del battito delle ali. Dopo che ciò accade 10 volte, il gioco termina. Una differente versione mostra il cane ridere all'inizio del livello "0" (invece che "00"). Le anatre iniziano poi a comparire casualmente, rendendosi impossibili da colpire. Questo accade tre volte, fino alla comparsa della scritta "Game Over".

## Sviluppo
Si sa poco sullo sviluppo di Duck Hunt. Il gioco fu creato dalla Nintendo Research & Development 1, la più vecchia squadra Nintendo, artefice anche dell'invenzione della pistola usata nel gioco. Il gioco fu controllato da Takehiro Izushi e prodotto da Gunpei Yokoi.

## Vs. Duck Hunt
Oltre alla trasposizione del gioco nella periferica arcade PlayChoice-10, nel 1985 fu pubblicata una versione arcade per Nintendo Vs. Series dal titolo Vs. Duck Hunt.
Questa versione, a differenza della versione da console, ha una vera e propria modalità a due giocatori e permette di sparare al cane. In questa versione non esistono le tre modalità del gioco originale, ma esistono livelli che si alternano tra two ducks e clay shooting; inoltre tale versione è dotata di vari "bonus round", assenti nella versione da console.

## Eredità
Come già accennato, nel gioco è presente un cane da caccia non giocabile di cui non viene reso noto il nome, spesso indicato dai media come "Cane di Duck Hunt" o "Cane Ridente". Il cane accompagna il giocatore nelle modalità "Gioco A" e "Gioco B", in cui ha il compito sia di far alzare in volo i pennuti sia di recuperare i pennuti centrati e caduti, ma è ricordato anche e soprattutto per il fatto che compare sullo schermo e ride ogni volta che il giocatore non riesce a colpire nessuno dei bersagli sullo schermo; per tale motivo è stato etichettato come "uno dei personaggi dei videogiochi più fastidiosi di sempre" in numerosi ambienti dedicati al mondo videoludico, tra cui IGN, GamesRadar e ScrewAttack, e molti hanno espresso il desiderio di poter sparare al cane. Sia IGN che Nintendo Power hanno definito il cane qualcosa che i giocatori "adorano odiare".
Nella lista "Migliori 10 Cani dei Videogiochi", 1UP.com ha posizionato questo personaggio al settimo posto, lodando la sua sfrontatezza per "ridere di un umano frustrato con un fucile carico", mentre GameSpy lo ha collocato al decimo posto. GameDaily e Official Nintendo Magazine hanno incluso il cane nelle loro liste "Migliori Momenti dei Videogiochi". Brian Crecente di Kotaku lo ha indicato come uno dei suoi cani preferiti nei videogiochi, affermando che il design del personaggio gli ricordava i cartoni animati di Tex Avery. L'azienda sviluppatrice di videogiochi Mastiff ha fatto riferimento al cane nel promuovere il loro videogioco Remington Great American Bird Hunt, affermando che Rockford, un cane nel gioco, non riderà mai dei giocatori per aver mancato le anatre.
UGO.com ha indicato la possibilità di sparare al cane come una delle migliori leggende metropolitane dei videogiochi, affermando che è una delle poche con un fondamento reale, dal momento che i giocatori potrebbero sparare al cane in Vs. Duck Hunt.  Il cane fa un cameo nel gioco per NES Barker Bill's Trick Shooting (un altro gioco di Zapper) e può essere colpito. In Wii Play (2006) e nel suo sequel Wii Play: Motion (2011) alcuni elementi di Duck Hunt e Hogan's Alley sono inclusi in due minigiochi in cui alcuni dei vari bersagli sono anatre e lattine.
Nei picchiaduro del 2014 Super Smash Bros. per Nintendo 3DS e Wii U, il cane e una delle anatre appaiono assieme come personaggi giocabili sotto il nome di "Duo Duck Hunt". Masahiro Sakurai, il creatore e director della serie Super Smash Bros., ha dichiarato che il successo commerciale di Duck Hunt come "il gioco sparatutto più venduto al mondo" è stato uno dei motivi principali per l'inclusione della squadra. Nei giochi, il Duo Duck Hunt utilizza più attacchi a tema NES Zapper, tra cui il lancio di piattelli, calciare una versione esplosiva della lattina di Hogan's Alley, evocare il cast di Wild Gunman per sparare agli avversari con le loro pistole, o schivare comicamente i colpi sparati contro gli avversari dallo Zapper. I giochi presentano anche un'arena sbloccabile a tema Duck Hunt.  Sia il duo che l'arena di Duck Hunt riappaiono in Super Smash Bros. Ultimate e la squadra è presente nel trailer di giugno 2019 che annuncia Banjo e Kazooie come contenuti scaricabili per Ultimate.
Nel film del 2015 Pixels, il cane di Duck Hunt appare in un cameo in cui viene dato come "trofeo" dagli alieni quando Sam Brenner (Adam Sandler) e Ludlow Lamonsoff (Josh Gad) sconfiggono le creature del videogioco Centipede a Londra. Il cane viene adottato da un'anziana che era presente durante l'aggressione..
La premessa per il gioco horror psicologico per la realtà virtuale Duck Season di Stress Level Zero, in cui il cane è presentato come un essere demoniaco e assassino, principale antagonista del gioco, si basa in parte su Duck Hunt.